# Navy Moves
Navy Moves is een computerspel dat werd ontwikkeld en uitgegeven door Dinamic Software. Het spel kwam in 1988 uit voor de Amstrad CPC, Commodore 64, MSX en de ZX Spectrum. De speler speelt marinier McArra en moet de onderzeeër U-5544 vinden.

## Platforms
| Jaar | Platform                                    |
| ---- | ------------------------------------------- |
| 1988 | Amstrad CPC, Commodore 64, MSX, ZX Spectrum |
| 1989 | Amiga, Atari ST                             |
| 1990 | DOS                                         |

## Ontvangst
| Beoordeeld door        | Platform     | Datum          | Score |
| ---------------------- | ------------ | -------------- | ----- |
| Commodore User         | Commodore 64 | juni 1989      | 77%   |
| CU Amiga               | Amiga        | juni 1989      | 77%   |
| Zzap!                  | Amiga        | augustus 1989  | 75%   |
| Sinclair User          | ZX Spectrum  | mei 1989       | 74%   |
| The Games Machine (GB) | Atari ST     | augustus 1989  | 72%   |
| Your Amiga             | Amiga        | september 1989 | 68%   |
| Zzap!                  | Commodore 64 | juli 1989      | 62%   |
| Amiga Format           | Amiga        | augustus 1989  | 53%   |
| Datormagazin           | Amiga        | augustus 1989  | 30%   |
| Amiga Computing        | Amiga        | september 1989 | 19%   |